# Ази Асланов (станция метро)
«Ази Асланов» (азерб. Həzi Aslanov) — конечная станция первой (Красной) линии Бакинского метрополитена и конечная станция второй (Зелёной) линии Бакинского метрополитена. Расположена после станции «Ахмедли». За станцией находится многопутный оборотный тупик.
Станция введена в эксплуатацию 10 декабря 2002 года в составе участка «Ахмедлы» — «Ази Асланов». Получила своё название в честь советского военачальника, Ази Ахад оглы Асланова.

## Характеристика
«Ази Асланов» — колонная трёхпролётная станция мелкого заложения. Платформа островная, длиной 113 м.
Станция находится на самой окраине города, на территории посёлка Ахмедли, недалеко от Зыхского шоссе. В 2000-е годы в этом районе велось активное жилищное строительство. Станция имеет четыре выхода, которые ведут в подземные переходы.
При прибытии на станцию звучит фрагмент песни «При лунном свете» композитора Гамбара Гусейнли.

## История
Станция метрополитена под проектным названием «Комсомол» была заложена в этом месте ещё в середине 1980-х годов, однако распад СССР повлёк за собой остановку работ. В 1993 году по инициативе президента Азербайджана Гейдара Алиева были начаты переговоры о поиске источников финансирования, однако процесс не увенчался успехом.
Лишь в 2001 году Азербайджану удалось договориться с Европейским союзом о выделении 4,5 млн евро на строительство станции. Средства на строительство тоннелей в объёме 5,5 млрд манатов были выделены азербайджанским государством. Основная часть выделенных средств была потрачена на закупку строительного оборудования .